# Futbalový štadión Rožňava
Futbalový štadión Rožňava – stadion piłkarski w Rożniawie, na Słowacji. Obiekt może pomieścić 1500 widzów. Swoje spotkania rozgrywają na nim piłkarze klubu MFK Rožňava.